# Kappa Van Dam
Kappa Van Dam is een Helmonds bedrijf dat golfkarton produceert. 
Het bedrijf komt voort uit de in 1909 als strohulzenfabriek opgerichte onderneming van Abraham van Dam en W. Stam, die Van Dam in 1911 zelfstandig voortzette in een bestaand bedrijfsgebouw bij Karelstein, toen nog in de gemeente Aarle-Rixtel gelegen.
Hier had ook O. Henny zijn bedrijf, de eerste golfkarton fabriek in Nederland. In 1931 brandden beide bedrijven af (Van Dam: 55 arbeiders, Henny 20), waarna bij de wederopbouw Van Dam ook de golfkartonproduktie van Henny overnam. Daarmee is het huidige bedrijf de oudste golfkartonfabriek van Nederland. Niettemin werden er tot 1945 ook nog steeds strohulzen vervaardigd. Het bedrijf heette oorspronkelijk Golfpapier- en Cartonnagefabriek Van Dam. 
Het bedrijf groeide en kon in 1946 al een reusachtige golfkartonmachine in gebruik nemen die 70 meter lang was en 4,2 km golfkarton per uur produceerde. In 1969 werd gefuseerd met Verenigde papier- en kartonfabriek Verpak NV. De combinatie had toen 352 werknemers. In 1973 volgde een nieuwe fusie, waaruit Kappa (Karton Productie en Papier) ontstond. Van Dam ging toen Kappa Van Dam heten. In 1974 echter verdween de naam Van Dam, omdat het bedrijf fuseerde met de Koninklijke Nederlandse Papierfabriek (KNP), een veel grotere groep, waar het in opging. De werkgelegenheid ging mede door mechanisering achteruit: van 380 arbeidskrachten in 1972 naar 195 in 1984. Begin jaren '90 schommelde het nogal: in 1992 kwamen er bij de 25 arbeidsplaatsen bij, in 1993 werden 48 van de 220 arbeidsplaatsen weer geschrapt.
Uiteindelijk fuseerde dit bedrijf in 1993 met Bührmann-Tetterode (BT) en de in Diemen gevestigde VRG-Groep. Dit fusiebedrijf, wel aangeduid met KNP BT, kende drie divisies: kantoorinrichting, papier en verpakkingen. Van Dam behoorde tot de divisie Verpakkingen. Men adverteerde onder het motto: een doos is een doos is nooit zomaar een doos, om aan te geven dat men met slim gestanste dozen tal van specialistische functies kon vervullen. 
Het bedrijf werd in drieën gesplitst. In 1997 werd de papierdivisie verkocht aan het Zuid-Afrikaanse Sappi Ltd., terwijl in 1998 de kantoorafdeling verderging als Buhrmann (zonder umlaut), om in 2007 opnieuw van naam te veranderen, nu in Corporate Express. Kappa Van Dam ging verder als Kappa Packaging en werd een specialist op het gebied van groot formaat kartonnen verpakkingen.
In 2007 werd een nieuw bedrijfspand op bedrijventerrein Zuidoost-Brabant te Helmond in gebruik genomen, in 2008 werkten er 130 mensen. Op het voormalige fabrieksterrein wordt vanaf 2008 het nieuwbouwproject De Groene Loper gebouwd.